# Лозён, Антонен Номпар де Комон
Антонен Номпар де Комон, герцог де Лозён (фр. Antonin Nompar de Caumont; май 1633, Лозен — 19 ноября 1723, Париж) — французский дворянин и военный. Единственная любовь «величайшей наследницы в Европе» Анны Марии Луизы Орлеанской, герцогини Монпансье, двоюродной сестры короля Людовика XIV.
Известен командованием французским отрядом, который воевал вместе с якобитской ирландской армией во время Войны двух королей. После поражения в битве при Бойне в июле 1690 года его отряд отступил в Голуэй, откуда был эвакуирован во Францию. Тем не менее, он оставался влиятельной фигурой при якобитском дворе в изгнании.

## Биография
Сын Габриеля де Комона, графа де Лозёна, и его жены Шарлотты, дочери Анри-Номпара де Комона, герцога Ла Форса. Он воспитывался с детьми своего родственника, маршала-герцога де Грамона. Дочь последнего Катерина Шарлотта, впоследствии княгиня Монако, была единственной страстью в жизни Лозена.
Он вступил в армию и служил при Тюренне, который также был его родственником. В 1655 году сменил своего отца на посту cent gentilshommes de la maison de roi. Он быстро завоевал расположение Людовика XIV, став полковником королевского драгунского полка и лагерным маршалом. Вместе с княгиней Монако он принадлежал к кругу избранных молодой герцогини Орлеанской. Его острый ум и шутки нравились Людовику XIV, но его ревность и жестокость стали причиной его падения. Из ревности он мешал встречам между Людовиком XIV и княгиней Монако, но содействовал отношениям мадам де Монтеспан с королём, когда тот охладел к Луизе де Лавальер. Он попросил мадам де Монтеспан обеспечить ему должность гроссмейстера артиллерии, однако Людовик ему отказал. Тогда он повернулся к королю спиной, сломал шпагу и поклялся, что никогда больше не будет служить монарху, который нарушил своё слово. В результате его на короткое время заключили в Бастилию; вскоре его отпустили и вновь стал главным придворным шутом.
Между тем, Анна, герцогиня де Монпансье, влюбилась в Лозена, чья непривлекательность, казалось, очаровывала многих женщин. Их свадьба была назначена на 21 декабря 1670 года. 18 декабря Людовик послал за своей двоюродной сестрой и запретил ей выходить замуж. Мадам де Монтеспан так никогда и не простила ярости Лозена, когда ей не удалось получить для него должность гроссмейстера артиллерии, и теперь, с помощью Лувуа добилась его ареста. В ноябре 1671 года его перевезли из Бастилии в Пинероло, где были приняты чрезмерные меры по обеспечению его надёжной охраны. В конце концов ему разрешили встретиться с другим заключённым, Фуке, но ещё до этого ему удалось найти проход в комнату Фуке через дымоход, а в другой раз он благополучно смог добраться до двора. Другим заключённым, от которого его держали как можно дальше, был Эсташ Доже.
Освобождение Лозена зависело от передачи Мадемуазель герцогства Домб, графства Э и герцогства Омаль, которые она ранее отписала Лозену, Луи Огюсту де Бурбон, старшему узаконенному сыну Людовика XIV и мадам де Монтеспан. Желая во что бы то ни стало освободить Лозена, мадам де Монпансье уступила, но Лозен даже после 10 лет тюремного заключения отказался подписывать документы. Краткое заключение в Шалон-сюр-Сон заставило его передумать. Когда он был освобождён, Людовик XIV всё также возражал против брака, который всё равно в тайне состоялся. Тем не менее Лозен открыто ухаживал за дочерью Николя Фуке, которую он видел в Пинероло. Мадемуазель Фуке в 1683 году стала герцогиней де Юз.
В 1685 году Лозен отправился в Англию, поискать счастья на службе у Якова II. Он очень быстро добился определённого влияния при английском дворе. В 1688 году он снова был в Англии и устроил отъезд Марии Моденской и маленького принца в изгнание. Он сопровождал их в Кале, где получил строгие указания от Людовика доставить их «под любым предлогом» в Венсен.
Поздней осенью 1689 года он был назначен командиром отряда, направленного в Брест для службы в Ирландии; и он отплыл в следующем году. Лозен был честен, чего нельзя было сказать о чиновниках Якова II в Ирландии, и он слепо подчинялся Ричарду Толботу, графу Тирконнелу. После битвы на реке Бойн они бежали в Лимерик, а затем на запад. В сентябре они отплыли во Францию, а по прибытии в Версаль Лозен обнаружил, что их неудача оказалась на руку Людовику XIV.
Мадемуазель умерла в 1693 году, а два года спустя Лозен женился на Женевьеве де Дюрфор, 14-летней дочери маршала-герцога Лоргесса. После его смерти герцогство Лозен перешло к мужу его племянницы Шарлю Арману де Гонто, поскольку у него не было детей.